# Vasiana
Vasiana is een plaats en commune in het centrum van Madagaskar, behorend tot het district Betafo, dat gelegen is in de regio Vakinankaratra. Tijdens een volkstelling in 2001 telde de plaats 51.629 inwoners.
De plaats biedt enkel lager onderwijs aan. 64 % van de bevolking werkt als landbouwer en 35,8 % houdt zich bezig met veeteelt. Het belangrijkste landbouwproduct is rijst; andere belangrijke producten zijn  mais en maniok. Verder heeft 0,2% een baan in de industrie.